# Массана, Марселино
Марселино Массана Балсельс, псевдоним — Панчо (исп. Marcelino Massana Balcells, Pancho, кат. Marcellí Massana i Balcells, Panxo; Берга, 3 октября 1918 год, Берга — 1981 год, Les Bordes-sur-Lez, Арьеж) — испанский партизан и антифранкист.

## Биография
Массана родился в городе Берга в 1918 году, на улице Mossèn Huch. Был младшим из трех братьев, его родители Марселино и Концепцио. Через несколько дней после его рождения умерла мать, в возрасте 5 лет он потерял отца (несчастный случай на работе в поселке Viladomiu. Кормилица ребёнка по имени Филомена Соле (Filomena Solé) заняла место матери, Марселино всегда вспоминал о ней с большой любовью. С 7 до 13 лет, он рос под опекой своего дяди, Джоан Массана, который был священником в Сольсоне. Дядя помог поступить в школу, которой руководили ласаллианцы.
Позже стал жить в доме (la masía) Recaus в Sallent со своим дядей, Miguel Guitó, который помог устроиться на работу в качестве ученика точильщика. Позже, он начал работать на фабрике Can Rodergas (Берга), сначала в качестве ученика механика, потом как мастер. Уже в 15 лет вступил в Профсоюз металлургов Национальной конфедерации труда.
После начала Гражданской войны в Испании, Марселино немедленно вступает в комитет антифашистского ополчения в Берге. В августе записывается в Колонну «Земля и Свобода» (Columna Tierra y Libertad), в составе которой сражался на фронте Мадрида, затем перешел в Columna Carot y Castan фронта Арагон, где получил звание лейтенанта Народной Армии Республики в 1938 году.
После окончания войны, франкистские власти осудили его на 15 лет лишения свободы. Но в 1942 году был освобожден и работал механиком в Барселоне, до тех пор, пока не призвали на срочную военную службу. Это подтолкнуло его к бегству в комарку Верхний Урхель. В Orgaña и Montcalb (Guixers) работал лесорубом и вступил в контакт со скрывающимися партизанами, которых снабжал продовольствием и нужной информацией.
Первые сельские группы, подчиненные анархистам в Каталонии, возникли в верховьях и среднем течении реки Льобрегат. Марселино Массана руководил самым известный отрядом в течение 1940-х годов. Как большинство республиканцев-участников Гражданской войны, после её завершения, Массана превратился в регулярного посетителя тюрем, специальных судов и казармы Гражданской Гвардии. — Массана называл себя щедрым разбойником, он решил противостоять репрессивному аппарату франкистов в комарках Berguedá, Solsonés и Vallés. В августе 1945 года, он проник в Каталонию с группой из семи человек. Являясь большим реалистом, чем маки из Франции, которые не представляли себе, что происходит внутри Испании, Массана и его товарищи представлялись как простые контрабандисты, а не освободители страны. Они знал, что для крестьян, которые жили в постоянном страхе перед репрессиями, контрабандисты были менее опасны, чем партизаны.
Группа Массана специализировалась на диверсиях, взрывая линии электропередач, взрывными веществами и детонаторами, привезенными из Франции. Кроме того, он разработал собственную тактику, которую позже переняли другие действующие группы анархистов. Она заключалась в том, что после выполнении серии подрывных операций, следует снова пересечь границу. Вместе с Antonio Torres «Gachas», Jordi Pons «Tarántula», Jaume Puig «Tallaveneres» y José Pérez Pedrero «Tragapanes» и другими, проводил многочисленные похищения людей, грабежи и саботаж в течение нескольких лет.
Группа избегала нападений на агентов Гражданской Гвардии, за исключением случаев, когда это являлось вопросом жизни и смерти. Потому что это было бесполезно, правящий режим легко заменял их, но, усиливал репрессии. Однажды, группа Массана ограбила офис шахты бурого угля в Serchs, и унесла заработок за неделю. Эту акцию, он повторит ещё раз. В начале 1950 года было совершено похищение человека в Can Bolsillo, в муниципалитете Castellar del Riu, при этом, удалось получить100.000 песет за выкуп.
Летом 1950 года, Массана проводит последний набег в Испании. Объясняя, почему он оставил борьбу, он признался, что сделал это потому, что CNT отстранился от поддержки маки (maquis), и потому, что были борцы за свободу, которые не рисковали своей жизнью после 1939 года, но утверждали «что он не партизан, а грабитель, и превратился в миллионера». Испанское правительство требовало его выдачи, но благодаря Josep Ester и оппозиции анархистов, высылки (из Франции) ему удалось избежать. (Josep Ester, видный испанский анархист, участник французского Сопротивления, пережил Маутха́узен.)
Марселино Массана умер во Франции и был похоронен на кладбище деревни Les Bordes-sur-Lez, (Ariège), (Арьеж)